# Barne härad
Barne härad var ett härad i västra Västergötland, vars område numer motsvarar delar av Vara kommun och Essunga kommun. Häradets areal var 324,72 kvadratkilometer varav 323,04 land. Tingsställe var Naum till 1889 då det flyttades till Vara.

## Geografi
Häradet låg mellan Lidan och Nossan i dåvarande Skaraborgs län.
Häradet består till större delen av en jämn slätt. Den norra delen genomflyts av Afsån till Lidan och utbreder sig kring tätorten Vara, dåvarande Vara köping. I väster höjer sig, brant över slätten, Kedumbergen längs gränsen mot Viste härad. I söder börjar skog och mindre åsar och intill den gamla länsgränsen mot Älvsborgs län blir landskapet småkuperad skogsbygd eller företer kala åsar, mossar och mellanliggande slätter såsom Svältorna söder om länsgränsen. I sydväst vid Nossan ligger dåvarande Nossebro municipalsamhälle, nu Nossebro tätort. I söder ligger allmänningen Hillet.
Större egendomar i häradet var
- Stora Djursås
- Ribbingstorp
- Rydaholm

Järnvägar i häradet var
- Uddevalla-Vänersborg-Herrljunga järnväg
- Västergötland-Göteborgs järnväg, med bibanor Nossebro-Trollhättan samt Tumleberg-Håkantorp.

## Socknar
I Essunga kommun
- Barne-Åsaka
- Essunga
- Fåglum
- Kyrkås
- Lekåsa

I Vara kommun
- Eling
- Hällum
- Long
- Naum
- Ryda
- Skarstad
- Södra Kedum
- Vara
- Önum

samt Vara köping.

## Län, fögderier, domsagor, tingslag, tingsrätter och stift
Häradet hörde mellan 1634 och 1998 till Skaraborgs län, därefter till Västra Götalands län.  Församlingarna i häradet tillhörde Skara stift.
Häradets socknar hörde till följande fögderier:
- 1686-1866 Läckö fögderi
- 1867-1945 Barne fögderi
- 1946-1966 Vara fögderi
- 1967-1990 Skara fögderi

Häradets socknar tillhörde följande domsagor, tingslag och tingsrätter:
- 1680-1896 Barne tingslag i 
  - 1680-1809 Vartofta, Frökinds, Laske och Barne häraders domsaga (mellan 1781 och 1809 Frökinds, Laske och Barne häraders domsaga)
  - 1810-1863 Åse, Viste, Barne och Kållands häraders domsaga
  - 1864-1896 Åse, Viste, Barne och Laske domsaga
- 1897-1970 Åse, Viste, Barne och Laske domsagas tingslag i Åse, Viste, Barne och Laske domsaga

- 1971-1973 Vara tingsrätt och dess domsaga
- 1974-2009 Lidköpings tingsrätt och dess domsaga
- 2009- Skaraborgs tingsrätt och dess domsaga